# Джафаров, Акиф Аллахярович
Аки́ф Аллахя́рович Джафа́ров (азерб. Akif Allahyar oğlu Cəfərov; 9 октября 1930, Тифлис — 30 ноября 1992, Баку) — инженер-геолог, нефтяник, Герой Социалистического Труда.

## Биография
Родился 9 октября 1930 года в городе Тифлис Тифлисского уезда Грузинской ССР.
В 1955 году окончил геолого-географический факультет Азербайджанского государственного института.
Начал трудовую деятельность в 1956 году оператором на тресте «Гюргяннефть». Позже — мастер на этом же тресте. 1 мая 1959 года бригада Акифа Джафарова подала рапорт о перевыполнении годового плана, добыв 60 000 тонн нефти.
23 мая 1960 года указом Президиума Верховного Совета СССР за выдающиеся производственные успехи и проявленную инициативу в организации соревнования за звание бригад и ударников коммунистического труда Джафарову Акифу Аллахяровичу присвоено звание Героя Социалистического Труда с вручением Ордена Ленина и золотой медали «Серп и Молот».
С 1961 по 1970 год — Заведующий нефтепромысловым управлением им. Нариманова. Под управлением Акифа Джафарова управление увеличило ежедневную добычу нефти до 9 500 тонн. 
С 1971 года — Заведующий нефтепромысловым управлением «Юг». На нефтяном участке «Чилов» под управлением Джафарова добыто: в 1971—109 тысяч тонн, в 1972—156 тысяч тонн, в 1973—173 тысяч тонн нефти.
С 1978 года — Заместитель директора объединения «Хазарденизнефтегаз». Вновь налажена ежедневная добыча нефти на НУ имени Нариманова, упавшая в 1971 до 7000 тонн. 
С 1979 по 1984 год — Главный инженер объединения «Хазарденизнефтегаз». С 1984 директор производственного объединения «Азнефть».
В 1970 году запатентовал установку сепарации газа. Написал большое количество научных статей.
Депутат Верховного Совета СССР VI созыва. В 1962 году избран в Центризбирком СССР от рабочих, инженерно-технических работников и служащих Нефтепромыслового управления имени XXII съезда КПСС.
В 1960 году о Джафарове снят документальный фильм «Бригада Акифа Джафарова».
Скончался 30 ноября 1992 в Баку.